# S.O.S. (singel Jonas Brothers)
S.O.S. (ang.Save Our Souls, pol. Chrońcie nasze dusze) – singel z drugiej płyty zespołu Jonas Brothers. Piosenka została napisana przez najmłodszego członka zespołu Nicka.

## Teledysk
Teledysk do piosenki został nakręcony na pokładzie statku Queen Mary. Miał swoją premierę na początku sierpnia 2007 na antenie amerykańskiego Disney Channel. W wideoklipie wystąpił gościnnie Moises Arias, który gra Rico w serialu Hannah Montana. W Polsce teledysk można było oglądać przez jakiś czas na Disney Channel w ramach promocji drugiej płyty braci. Natomiast 27 lipca 2008 teledysk zobaczyli również widzowie Teleexpressu.